# Generalmajor (Ruska federacija)
Generalmajor (izvirno rusko генера́л-майо́р; dobesedno General-major) je najnižji (enozvezdni) generalski vojaški čin, ki je v uporabi v: kopenskih silah, vojnem letalstvu, strateških raketnih silah, vojaških vesoljskih silah, zračnodesantni vojski, kopenskih silah vojne mornarice (pomorska pehota, pomorsko letalstvo,...), Zvezni agenciji za specialno gradnjo, notranjih silah MVD, Zvezni varnostni službi (FSB), Zvezni zaščitni službi (FSO), Zunanji obveščevalni službi (SVR), Glavnemu direktoratu za specialne programe in v silah civilne zaščite Ministrstva za izredne razmere ter je neposreden naslednik sovjetskega čina. Čin je bil ustanovljen leta 1992 z razpadom Sovjetske zveze in ustanovitvijo Ruske federacije.
Ustreza Natovemu razredu OF-06 ter činu kontraadmirala Vojne mornarice Ruske federacije. Je nadrejen činu polkovnika in podrejen činu generalporočnika.
Oznaka čina generalmajorja je sestavljena iz ene peterokrake zvezde na generalski peterolinijski vijugasti črti. Od ustanovitve čina je koncept oznake isti, pri čemer je bila oznaka v prvem obdobju (1992-1994) malenkostno stilsko drugačna: oblika zvezde in vijugaste črte.

## Oznake
- Slavnostna epoletna oznaka čina (kopenske sile)
- Službena epoletna oznaka čina (kopenske sile)[2]
- Bojna epoletna oznaka čina (kopenske sile)[3]
- Službena epoletna oznaka čina (vojno letalstvo)[4]